# Сельский час
«Сельский час» — программа Главной редакции Центрального телевидения СССР о сельском хозяйстве, проблемах и тружениках села; выходила по Первой программе с 3 декабря 1963 года, возобновлена в 2005—2009 годах. Транслировалась по воскресеньям в 12:00 по Московскому времени (в отдельные годы в 12:30). Хронометраж — 59 минут (шесть частей).

## О программе
Сюжеты «Сельского часа», в отличие от многих других телепрограмм, производили по кинотехнологии, включающей съемки, монтаж, озвучивание и т. п. Идея передачи предложена тележурналистами Григорием Фрумкиным, Владимиром Тучковым и Олегом Гладковским, утверждена главным редактором главной редакции пропаганды Гостелерадио Виленом Егоровым. Среди сотрудников «Сельского часа» — писатели Георгий Радов и Юрий Черниченко, режиссёры Наталья Вишневская (Корвин-Круковская), Ирина Галкина, Эдуард Филатьев, Нинель Егорычева, Сергей Браверман, Владимир Мелетин, сценаристы и редакторы Марина Точилина, Григорий Фрумкин, Сергей Торчинский, Дильбар Кладо, Анатолий Иващенко и др.

## В постсоветское время
В декабре 1991 года программа выходила под названием «Нива» с ведущим и одним из авторов «Сельского часа», писателем и публицистом Юрием Черниченко. Программа была закрыта по распоряжению председателя РГТРК «Останкино» Егора Яковлева. После закрытия была попытка возрождения передачи под названием «Крестьянский вопрос» на телеканале РТР (продюсер Людмила Капырина). В 1994 году «Крестьянский вопрос» был закрыт, и команда Черниченко вернулась на первую кнопку, где «Сельский час» снова выходил под своим названием до августа 1995 года.
В 1996 году был объявлен тендер банка СБС-АГРО на производство программы «Сельский час» на ОРТ. В тендере участвовали команды Юрия Черниченко, Александра Любимова (ТК «ВИD»), но победила команда с ведущим Игорем Абакумовым, главным редактором газеты «Крестьянские ведомости», который до этого иногда комментировал аграрные новости на РТР и ОРТ. 20 апреля 1997 года программа вышла в эфире ОРТ, но позже выяснилось, что бренд «Сельский час» запатентован компанией МедиаСтар. Она предъявила права на производство и получение финансирования программы, но получила отказ. С ноября 1997 по февраль 1998 года передача выходила под названием «Сельский тележурнал», в марте 1998 года название изменили на «Крестьянские ведомости». Под этим названием программа выходила на ОРТ до 26 сентября 1999 года. В этот день ведущий Игорь Абакумов узнал о двух событиях: первое — программа закрывается (неофициальная версия — за излишнюю остроту), второе — ведущий награждён медалью Ордена «За заслуги перед Отечеством» II степени (указ Президента Б. Н. Ельцина).
Впоследствии коллектив второй версии программы во главе с ведущим Игорем Абакумовым и продюсером Натальей Мещериной работал над передачей «Крестьянская застава», выходившей на каналах «Московия» и «ТВ Центр» в 2000—2012 годах.
В 2005 году общественные организации АПК выкупили права на бренд «Сельский час». Сумма сделки не разглашалась, но, по некоторым данным, договорились на уровне $150 тыс. В третий раз программа с этим названием вернулась в эфир на канале «Россия», где выходила до конца 2009 года, ведущим программы был известный актёр Александр Мохов. За возвращение программы в эфир выступал депутат Госдумы Юрий Конев. Программа выходила в эфир по воскресеньям или субботам в утренней сетке вещания телеканала в 7:50 или 8:20. Последние выпуски программы вёл её руководитель Константин Ликутов.
В 2009 году принято окончательное закрытие программы, вместо неё с 7 августа 2010 года по 30 апреля 2016 года выходила похожая передача «Сельское утро».
2 мая 2020 года Игорь Абакумов с сопродюсером Александром Ветровым возобновил программу c названием «Сельский час» в социальных сетях. В октябре 2020 года Игорь Абакумов получил в Роскомнадзоре РФ свидетельство СМИ «Сельский час» после переговоров с общественными организациями АПК.